# António Henriques Jesus Oliveira
António Henriques Jesus Oliveira, conhecido como Oliveira, (Sarilhos Pequenos, 6 de Junho de 1958) foi um futebolista português.
Iniciou-se nas camadas jovens do 1º de Maio Futebol Clube Sarilhense, equipa da sua terra natal. Jogou ainda em grandes nomes do futebol português, nomeadamente Marítimo, Benfica e Beira Mar.
Foi ainda internacional português, entreando-se num particular em Coimbra contra o Brasil, a 8 de Junho de 1983. Participou também na fase final do Campeonato Mundial de Futebol de 1986.

## Palmarés
- 2 Campeonato Nacional: 1984 e 1987
- 4 Taça de Portugal: 1983, 1985, 1986 e 1987
- 1 Supertaça Cândido de Oliveira: 1985